# یاتسک لوسینسکی
یاتسک لوسینسکی (لهستانی: Jacek Lusiński؛ زادهٔ ۳۰ آوریل ۱۹۶۹) یک کارگردان فیلم اهل لهستان است.
از فیلم‌ها یا مجموعه‌های تلویزیونی که وی در آن‌ها نقش داشته‌است می‌توان به «یک سواریِ خیلی خوب» و «سپتامبر ۳۹» اشاره نمود.